# Štitar
Štitar è un comune della Croazia di 2 608 abitanti della Regione di Vukovar e della Sirmia.